# Echis pyramidum
Echis pyramidum là một loài rắn trong họ Rắn lục. Loài này được Geoffroy Saint-Hilaire mô tả khoa học đầu tiên năm 1827.

## Hình ảnh

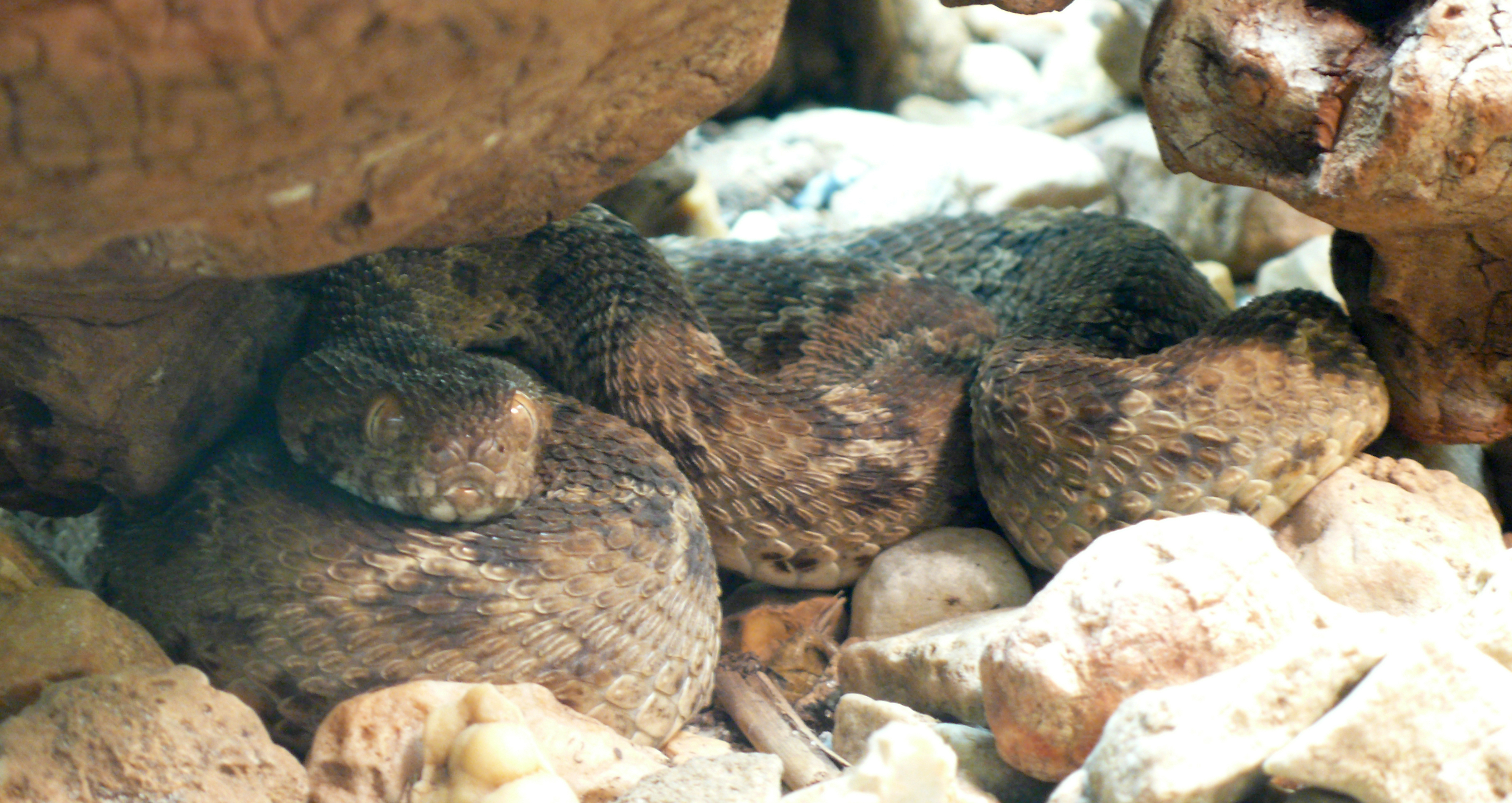
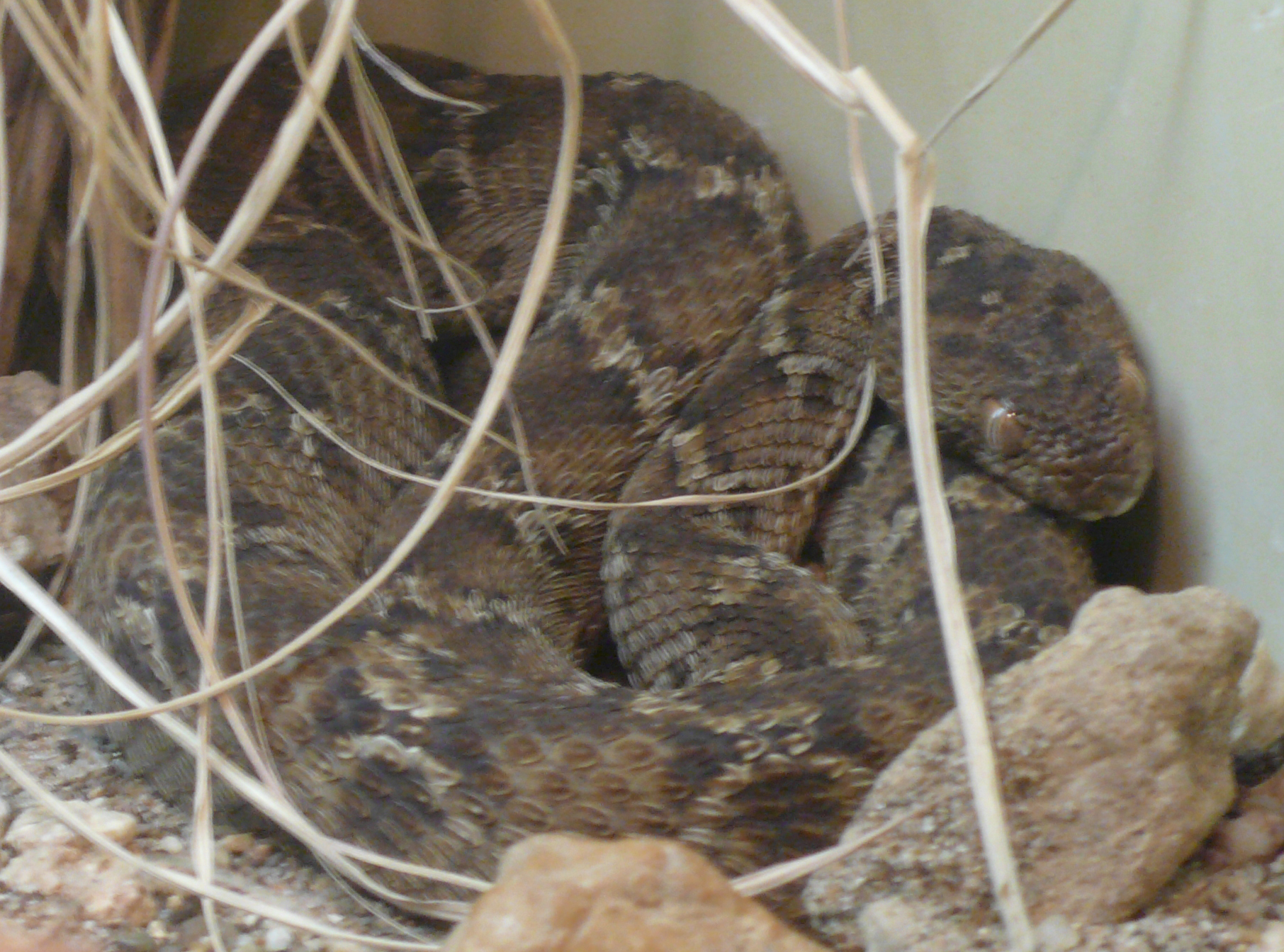